# PRESSZVANIE
PRESSZVANIE — щорічна премія для журналістів і редакторів, яка вручається за лідерство та професіоналізм.
Премія заснована у 2005 році під егідою Московської асоціації підприємців та російського Союзу промисловців і підприємців (РСПП) як премія для ділових видань росії та України. В 2014 році з опису премії зникла згадування російських бізнес-структур. Оргкомітет премії, за твердженнями деяких членів спостережної ради, запевняв журналістів, що склад засновників вже цілком переформатований і жодних російських структур у ньому більше нема. Нібито, російською лишилась сама лиш назва премії.
Тепер проходить під егідою громадської організації «Пресзваніє Україна», що об'єднує однодумців журналістської медіа-спільноти країни. До спостережної ради, а також до журі поряд з керівниками ЗМІ входять численні олігархічні та бізнесово-промислові cnhernehb — «Метінвест», ДТЕК, СКМ, «Смарт-холдинг» і так даліпов'язані з Ахметовим і Новінським.

## Історія
Премія PRESSZVANIE була заснована у 2005 році Національною спілкою журналістів України та агенцією MAINSTREAM. У перші роки проєкт був націлений на розвиток ділової журналістики в країні та визначення кращих професіоналів цієї сфери. Кожного сезону, відповідно до духу часу і трендів у журналістиці, премія розкриває нову тему, яка відображає проблематику українських ЗМІ.
У перший рік існування до премії долучились редактор газети The Financial Times Стефан Вагстіл та головний редактор швейцарської газети La Tribune de Genève Гі Міттан.  В рамках другого сезону був проведений круглий стіл за участю Савіка Шустера — «Влада і ЗМІ. Імітація демократії» та майстер-клас заступника бізнес-редактора газети The Times Роберта Коула.
У 2011 році в рамках премії PRESSZVANIE була започаткована перша регіональна школа журналістики у м. Дніпро, а також у 2013 році — у м. Луганськ.
У 2012 році премія започаткувала три спеціальні номінації: «Кращий репортаж», «Кращий фічер», «Експерт Facebook», а у 2016 році була додана номінація «Відкриття року» для журналістів-початківців, які мають досвід роботи до 2-х років.
2017 рік став переломним моментом у розвитку премії: після Революції гідності та закриття більшості ділових видань в Україні, Організаційна та Наглядова рада розширили список учасників, заснувавши 10 нових номінацій у категоріях «Культура» і «Соціум». У тому х 2017 році вручення однієї з нагород особисто проросійським олігархом Новінським викликало негативну реакцію публіки.
За час існування проєкту:
- проведено понад 40 навчальних і networking заходів;
- понад 2200 професіоналів взяли участь: журналісти й редактори ділових ЗМІ;
- понад 1500 членів журі оцінювали номінантів премії;
- понад 400 журналістів отримали премії PRESSZVANIE. [4]

У різні роки до проведення проєкту долучалися: Володимир Зеленський та Євген Кошовий, Сергій Притула, Алла Мазур, Данило Яневський, Майкл Щур, Нікіта Добринін, учасники Comedy Club Антон Лірник та Андрій Молочний, Володимир Дантес, Даша Коломієць, Андрій Ургант, Максим Леонідов, Олексій Кортнєв,  Юрій Стоянов, Іван Ургант.

## Структура премії
Номінантами премії можуть стати журналісти та редактори, які висвітлюють теми економіки, культури, соціуму і стилю життя, працюючи в друкованих або інтернет-ЗМІ України, а також позаштатні журналісти.
Журі складається з редакторів, журналістів економічних, суспільних і lifestyle видань, медіа-експертів, членів бізнес-асоціацій.
Наглядова рада премії є гарантом прозорості та об'єктивності проведення голосування. Представники Наглядової ради беруть участь у розробці методології та розв'язанні суперечливих питань премії PRESSZVANIE.
Склад Наглядової ради (2019 рік):
- Валентин Королько — представник оргкомітету премії PRESSZVANIE, завідувач кафедри теорії та методики по зв'язкам з громадськістю «Києво-Могилянської академії».
- Юлія Макгаффі — головний редактор сайту «Новое Время», медіа-експерт, екс-головний редактор сайту «Кореспондент».
- Юрій Марченко — головний редактор Platfor.ma.
- Михайло Кухар — викладач макроекономіки Бізнес-школи МІМ-КИЇВ.
- Андрій Юхименко — головний редактор The Page, ведучий ділової програми «Перша Шпальта».
- Олексій Тарасов — головний редактор Buro 24/7, медіа-експерт, екс-головний редактор Esquire Україна.
- Денис Безлюдько — журналіст, блогер, екс-головний редактор «Українські новини», видавець «В сухому залишку».
- Ірина Рубіс — радниця з питань сталого розвитку StarLightMedia, член ради директорів НГО «Точка опори», екс-CEO бізнес-медіа бюро ekonomika+.[5]

## Номінації

### Бізнес
1. Економічна політика: фінанси, інвестиції
2. Агропромисловий комплекс
3. Промислове виробництво: ГМК і промисловість
4. Телекомунікації та IT
5. Споживчі ринки
6. Транспорт
7. Енергетика
8. Нерухомість

### Соціум
1. Якість життя: суспільство та соціальні ініціативи
2. Охорона здоров'я
3. Спорт
4. Екологія
5. Lifestyle: харчування, туризм, мода

### Культура
1. Театр
2. Кіно
3. Музика
4. Видавнича справа та література
5. Візуальне мистецтво

### Спеціальні номінації
1. Відкриття року — оцінюються матеріали журналістів із досвідом роботи до 2-х років.
2. Найкращий редактор — номінуються головні редактори ЗМІ.

## Освітня платформа
У рамках освітньої платформи премії PRESSZVANIE проводяться майстер-класи від закордонних та українських експертів зі сфери журналістики. До проведення освітніх проєктів у різні роки долучалися: топ-менеджер CNN Digital International Ендрю Демар і віце-президент із монетизації контенту CNN International Грегорі Бейчман, автор книги «Аеропорт» та Кореспондент газети «Лос-Анджелес Таймс» Сергій Лойко, співзасновник та заступник головного редактора проєкту The Bell Петро Мироненко, представники Києво-Могилянської академії, а також бізнес-тренери.

## Нагороди
Щорічно премія PRESSZVANIE відкриває нові таланти, які згодом стають справжніми професіоналами у сфері журналістики: Ілля Ратман («Деловая столица»), Андрій Блінов («Эксперт Украина»), Алла Єрьоменко («Дзеркало тижня»), Севгіль Мусаєва («Украинская правда»), Олександр Дубинський (Weekly.ua), Артем Ільїн («Экономические известия»), Ірина Чернявська («ИнвестГазета»), Ігор Маскалевич («Дзеркало тижня»), Регіна Дацюк («Экономические известия»), Дарія Кутецька («Эксперт Украина»), Олександр Пасховер («Новое Время», «Кореспондент», телеканал «ICTV»), Ольга Прокопишина («Дзеркало тижня»), Руслан Чорний («FinClub»), Наталія Шевченко («БІЗНЕСу»), Андрій Юхименко («The Page»), Марія Бровінська («LIGA.net»), Денис Кацило, Дмитро Рясний, Віталій Сич («Новое время»), Вікторія Руденко («FinClub»), В'ячеслав Садовничий («FinClub»), Дмитро Уляницький («112.ua»), Іван Вербицький («Главком»), Олена Голубева («112.ua»), Панасенко Ігор («Karabas Live»).